# Kamilari
Kamilari (en grec, Καμηλάρι) és un poblet de Grècia situat a l'illa de Creta. Pertany a la unitat perifèrica d'Iràklio, al municipi de Festos i a la unitat municipal de Tymbaki. L'any 2011 tenia 379 habitants. El nom d'aquest poble és d'origen romà d'Orient i significa 'conductor de camells'.

## Restes arqueològiques

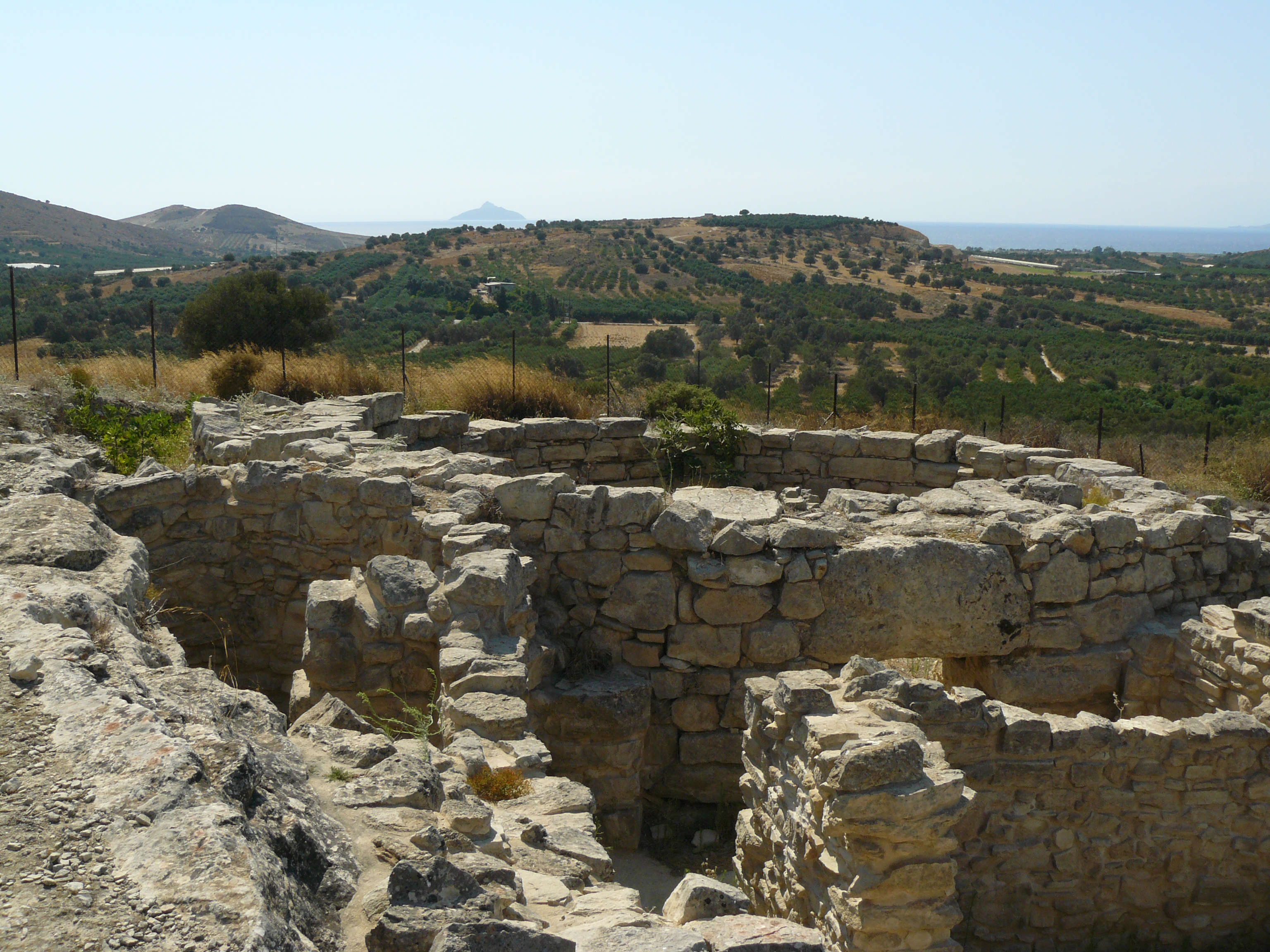
El tolos de Kamilari

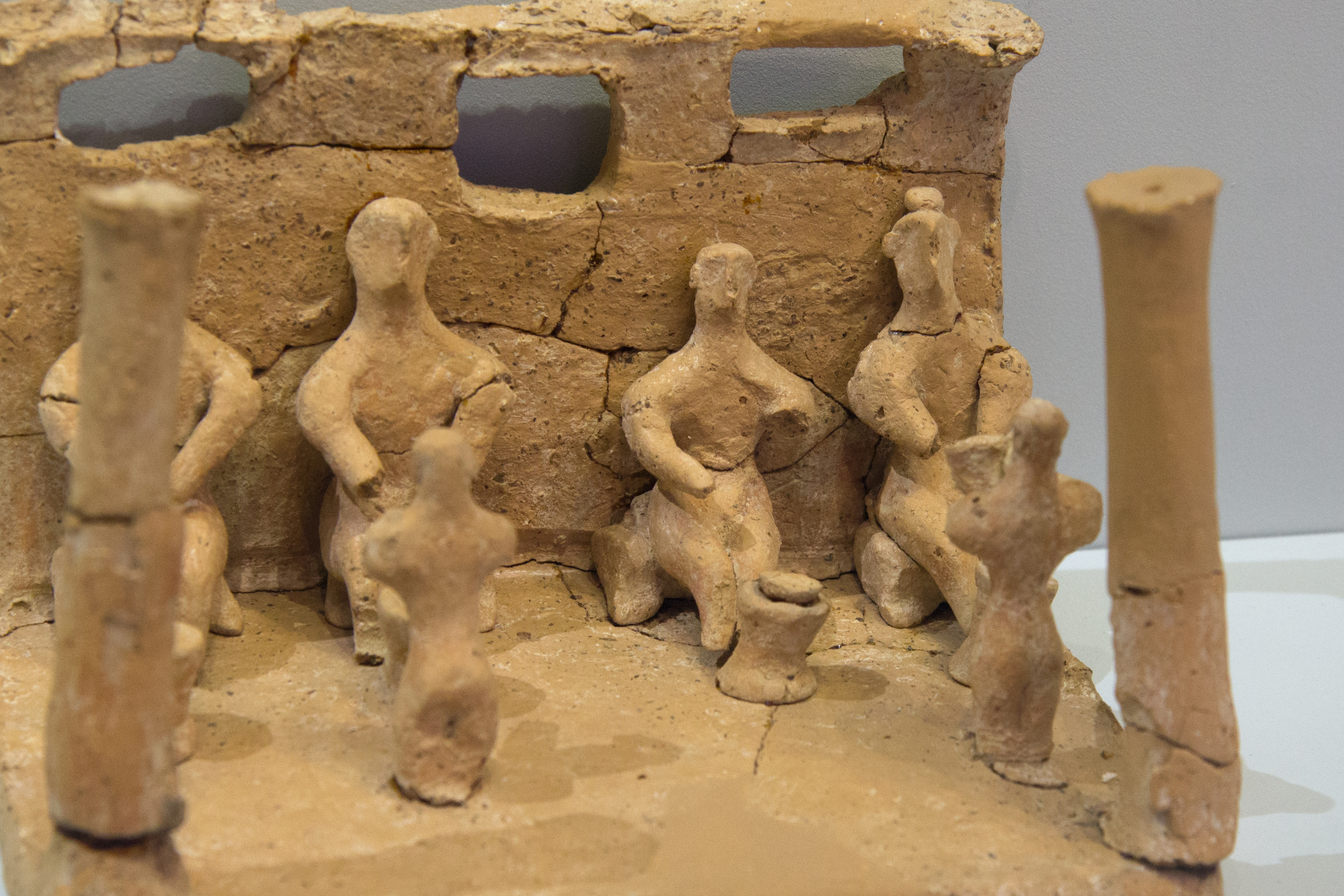
Miniatures de terracota de Kamilari, datades de cap al 1500-1450 ae. Museu Arqueològic de Càndia

A finals de la dècada de 1950 un equip d'arqueòlegs italià excavà a 1,6 km de Kamilari i a 2 km al sud-oest d'Agia Triada un tolos del període minoic. Aquesta tomba s'edificà en el minoic mitjà IB i continuà en ús durant un llarg període, de manera que la majoria del material trobat pertany al minoic mitjà III i perdurà fins al minoic tardà IIIA2. Es calcula que durant tot aquest temps s'hi enterraren de 400 a 500 persones.
La tomba té un diàmetre intern de 7,65 m. A l'est de la tomba hi ha un annex que conté cinc sales i al nord d'aquestes hi ha una zona pavimentada. Malgrat que ha estat saquejada, entre el material trobat destaquen molts fragments de recipients de ceràmica i pedra que es degueren usar per a libacions. També s'hi han trobat segells i tres miniatures de terracota que representen ofrenes als morts i una dansa. Aquestes pertanyen al darrer període d'ús de la tomba.